# Галерија
Галерија је простор, установа или зграда намењена излагању, проучавању, чувању и промовисању уметничких дела. Поред излагања, многе галерије се баве и продајом уметничких дела, едукацијом публике и подршком уметницима. Име галерија води порекло од издужених, наткривених ходника или тремова у палатама и већим грађевинама, који су првобитно служили за шетњу и повезивање различитих делова здања, а од 17. века су често украшавани уметничким делима, поставши тако синоним за изложбене просторе. У галеријама се излажу дела из различитих уметничких дисциплина, као што су слике, скулптуре, графике, фотографије, илустрације, видео радови, инсталације, перформанси и други облици савременог уметничког изражавања.
Галерије могу бити јавне или приватне, а кључна разлика међу њима често лежи у власништву над експонатима, начину финансирања и основној мисији. Уметничка дела могу бити у сталном власништву галерије (део збирке), позајмљена за привремене изложбе од других институција, приватних колекционара, или директно од самих уметника.

## Историја галерија
Иако је термин „галерија” у контексту излагања уметности ушао у ширу употребу релативно касно, пракса излагања уметничких предмета има дугу историју.

### Рани облици излагања
У древним цивилизацијама, уметнички предмети су често били изложени у храмовима, гробницама и јавним просторима, али са другачијом сврхом него данас – претежно религиозном, церемонијалном или комеморативном. У старој Грчкој постојале су грч. πινακοθήκη (pinakothekai), просторије за излагање слика на даскама, често при храмовима, попут оне на атинском Акропољу. Римљани су такође ценили уметност и излагали је у јавним купатилима, форумима и вилама богатих грађана.
Током средњег века, уметничка дела, претежно религиозног карактера, била су излагана у црквама, манастирима и катедралама, служећи првенствено верској едукацији и инспирацији. Ризнице катедрала чувале су вредне литургијске предмете и реликвије.

### Развој од ренесансе до 19. века
Ренесанса доноси промену у статусу уметника и уметности, као и појаву приватних колекција међу владарима, племством и богатим трговцима у Италији и другим деловима Европе. Велике збирке породица попут Медичијевих у Фиренци постале су доступне одабраној публици. Просторије у којима су се чувале ове колекције, често дугачки ходници или „галерије”, почеле су да дају име самој функцији излагања. На пример, Галерија Уфици у Фиренци, првобитно административни простор, отворена је за јавност крајем 16. века, чинећи је једним од најстаријих јавних музеја/галерија.
Током барока, краљевске збирке су расле, а пракса излагања у раскошним галеријским просторима палата постала је статусни симбол. Версајска Дворана огледала је пример такве галерије, иако није првенствено служила за излагање слика.
Доба просветитељства у 18. веку донело је идеју о јавном приступу знању и култури, што је довело до отварања многих краљевских и приватних збирки за ширу јавност и оснивања првих јавних музеја и галерија, као што су Лувр у Паризу (отворен као музеј 1793. године) или Британски музеј у Лондону.

### Модерне и савремене галерије
Деветнаести век доноси успон грађанске класе и ширење уметничког тржишта. Појављују се прве комерцијалне галерије које активно промовишу и продају дела савремених уметника. Развој модерне уметности и авангардних покрета у 20. веку утицао је и на концепт галеријског простора. Модел енгл. White Cube („бела коцка”) – неутрални, бели изложбени простор – постаје доминантан за многе галерије модерне и савремене уметности, са идејом да се уметничко дело изолује од окружења и омогући несметано посматрање.
Данас постоји широк дијапазон галерија, од великих националних институција до малих независних простора, које одражавају разноврсност савремене уметничке продукције и приступа.

## Врсте галерија
Галерије се могу класификовати на основу различитих критеријума, као што су власништво, начин финансирања, врста уметности коју излажу и основна мисија.

### Јавне галерије
Јавне галерије су обично непрофитне институције, финансиране из државних, регионалних или градских буџета, донација и спонзорстава. Њихова основна мисија је очување културне баштине, едукација и омогућавање приступа уметности најширој публици. Често поседују значајне уметничке збирке и организују сталне поставке и тематске изложбе. Примери укључују националне галерије, музеје лепих уметности и градске галерије.

### Комерцијалне (приватне) галерије
Комерцијалне галерије су у приватном власништву и послују са циљем остваривања профита кроз продају уметничких дела. Оне играју кључну улогу у тржишту уметнина, заступајући уметнике, организујући самосталне и групне изложбе и учествујући на сајмовима уметности. Ове галерије могу бити фокусиране на примарно тржиште (продаја нових дела директно од уметника) или секундарно тржиште (препродаја постојећих дела).

### Непрофитне и алтернативне галерије
Ове галерије често воде уметници, кустоси или колективи, са фокусом на излагање експерименталне, некомерцијалне или друштвено ангажоване уметности. Финансирају се путем донација, пројеката и волонтерског рада. Оне пружају платформу за младе и неафирмисане уметнике и често служе као простори за дебате и критичко промишљање уметности.

### Универзитетске галерије
Многи универзитети и уметничке академије имају своје галеријске просторе. Оне служе за едукацију студената, излагање студентских радова, али и за организовање изложби признатих уметника и представљање истраживачких пројеката из области уметности и културе.

### Виртуелне (онлајн) галерије
Са развојем дигиталних технологија, појавиле су се и виртуелне галерије које постоје искључиво у онлајн простору. Оне омогућавају глобални приступ уметничким делима, али постављају и питања о искуству посматрања уметности без физичког присуства.

## Функције галерија
Савремене галерије обављају низ значајних функција у екосистему уметности:
- Излагачка делатност: Основна функција је организовање сталних и привремених изложби.
- Чување и брига о збиркама: Јавне галерије и оне са сопственим збиркама одговорне су за конзервацију, рестаурацију и адекватно чување уметничких дела.
- Едукација и интерпретација: Организовање вођења, предавања, радионица, издавање каталога и других едукативних материјала како би се публика приближила уметности.
- Истраживачки рад: Проучавање уметничких дела, праваца, уметника и историјских контекста.
- Промоција уметника: Посебно значајно за комерцијалне галерије и галерије које подржавају савремене ствараоце.
- Формирање укуса и вредновање уметности: Галерије, кроз свој избор и презентацију, утичу на перцепцију и вредновање уметности.
- Место сусрета и дијалога: Галерије су простори где се уметници, публика, критичари и колекционари сусрећу и размењују идеје.

## Организација и рад галерије
Рад галерије укључује различите стручњаке и процесе. Кустос је кључна фигура одговорна за осмишљавање изложбених концепата, одабир дела, истраживање и писање текстова. Поред кустоса, у рад галерије могу бити укључени и конзерватори, регистратори (који воде евиденцију о делима), едукатори, техничко особље за поставку изложби, као и особље за односе с јавношћу и маркетинг. Комерцијалне галерије имају и продајне саветнике и директора галерије који води пословање.

## Значај галерија
Галерије играју виталну улогу у културном животу друштва. Оне су чувари културне баштине, промотери савременог стваралаштва, места едукације и инспирације. Доприносе развоју туризма, локалне економије и јачању културног идентитета. Такође, галерије су важан део уметничког тржишта и система подршке уметницима.